# Бартел Беам
Бартел Беам (на немски: Barthel Beham, 1502 – 1540) е немски гравьор и художник.

## Биография
Бартел е роден в семейство на художници в Нюрнберг. По-големият му брат е известен художник – Ханс Зебалд Беам. Бартел се учи първоначално от своя брат и попада по-късно под влиянието на Албрехт Дюрер. През 20-те години на XVI век Бартел е активен като гравьор, той създава миниатюрни детайлни творби, и е част от немската школа на „Малките майстори“. Той също е удивен и привлечен от Античността и вероятно работи известно време с Маркантонио Маимонди в Болоня и Рим.
През 1525 г. заедно със своя брат и Георг Пенкц (така наречените „безбожни художници“) е прогонен от Нюрнберг, където голямо влияние има лутеранството, заради отстояване на своята липса на вярва в баптизма и Христос. Макар че впоследствие му е простено, Бартел се премества в Мюнхен, където преобладават католици. Там работи за баварския херцог Вилхелм IV и Лудвиг X. Докато живее в Мюнхен се утвърждава като един от най-добрите немски портретисти и е предпочитан от множество знатни личности като Карл V.
Според Йоахим фон Зандрарт Бартел Беам умира в Италия по време на пътуване, за което е платил херцог Вилхелм.